# Капитолийский холм (Сиэтл)
Капитолийский холм (англ. Capitol Hill) — густонаселенный жилой район в Сиэтле, штат Вашингтон, США. Один из самых популярных районов ночной жизни и развлечений города. Является исторически значимым гей-кварталом с середины XX века.

## История
В состав Сиэтла вошёл в 1886 году.
Из-за большого количества католического населения вплоть до 1980-х годов Капитолийский холм часто называли «Католическим холмом».
В 2020 году на территории района образовалась коммуна Автономная зона Капитолийского холма.
Является одной из плотно заселённых территорий Сиэтла. Высшая точка — 135 метров над уровнем моря.